# Alfred Eckhard Zimmern
Alfred Eckhard Zimmern (Surbiton, 26 gennaio 1879 – Avon, 24 novembre 1957) è stato uno storico e politologo britannico esperto di relazioni internazionali.

## Biografia
Nacque in una famiglia di commercianti ebrei tedeschi emigrati in Inghilterra dopo la rivoluzione del 1848. Studiò al Winchester College e al New College di Oxford e divenne un eminente studioso classico. Nel 1902 vinse il premio Stanhope per il saggio storico, e insegnò storia antica al New College.
Nel 1909 lasciò l'insegnamento per dedicarsi alla scrittura. Si recò in Grecia dove pubblicò The Greek Commonwealth (1911), uno studio sull'Atene del V secolo che riscosse un gran successo internazionale. Si interessò alla politica internazionale a seguito della guerra russo-giapponese: 20 anni dopo avrebbe individuato le cause della guerra in relazione tra neri e bianchi, problemi economici e senso di superiorità nazionale. Convinto che per fermare le guerre fosse necessario renderle illegali, collaborò con il The New Republic durante la prima guerra mondiale, indi lavorò per il Ministero della Ricostruzione e nel dipartimento di intelligence del Foreign Office. Fu il fondatore dell'Institute of International Affairs di Chatham House e sostenne l'autodeterminazione dei popoli, la fondazione di una lega delle nazioni che prevenisse i conflitti e la federazione del British Commonwealth.
Nel 1919 divenne il primo docente al mondo di relazioni internazionali all'Università di Aberystwyth. Con sua moglie visitò gli Stati Uniti, dove completò la sua Europe in Convalescence (1922), un'opera fortemente critica nei confronti di David Lloyd George. Lavorò poi a Parigi e a Ginevra, dove fu vicedirettore della League of Nations' Institute of Intellectual Co-operation (l'antesignana dell'UNESCO). Portò a modello di internazionalismo la trasformazione dell'Impero britannico in Commonwealth, idea ampiamente trattata in The Third British Empire (1926), e nel 1930 divenne il primo docente di relazioni internazionali a Oxford.
Nel dopoguerra fu segretario generale dell'assemblea costituente dell'UNESCO nel 1945, ne divenne poi segretario esecutivo e infine consigliere della commissione preliminare. Insegnò al Trinity College di Hartford, dove fu a capo del locale Centro studi internazionali, e all'American International College di Springfield, nel Massachusetts. Morì in Connecticut nel 1957 e gli sopravvissero la moglie e la figlia.